# Андреа Соттіль
Андреа Соттіль (італ. Andrea Sottil, нар. 4 січня 1974, Венарія-Реале) — італійський футболіст, що грав на позиції захисника. По завершенні ігрової кар'єри — тренер. З 2022 року очолює тренерський штаб команди «Удінезе».

## Клубна кар'єра
Народився 4 січня 1974 року в місті Венарія-Реале. Вихованець футбольної школи клубу «Торіно». Дорослу футбольну кар'єру розпочав 1992 року в основній команді того ж клубу, в якій провів два сезони, взявши участь у 13 матчах чемпіонату. 1993 року виборов титул володаря Кубка Італії.
Згодом з 1994 по 1996 рік грав за «Фіорентину», у складі якої також здобував Кубок Італії, після чого протягом трьох сезонів захищав кольори «Аталанти».
Своєю грою за останню команду привернув увагу представників тренерського штабу клубу «Удінезе», до складу якого приєднався 1999 року. Відіграв за команду з Удіне наступні чотири сезони своєї ігрової кар'єри. Більшість часу, проведеного у складі «Удінезе», був основним гравцем команди. За цей час додав до переліку своїх трофеїв титул володаря Кубка Інтертото.
Протягом 2003—2009 років захищав кольори клубів «Реджина», «Дженоа», «Катанія» та «Ріміні», а завершував ігрову кар'єру в «Алессандрії», за яку виступав протягом 2009—2010 років.

## Виступи за збірну
1990 року дебютував у складі юнацької збірної Італії (U-18), загалом на юнацькому рівні взяв участь у 17 іграх, відзначившись одним забитим голом.

## Кар'єра тренера
Розпочав тренерську кар'єру невдовзі по завершенні кар'єри гравця, 2011 року, очоливши тренерський штаб третьолігового клубу «Сіракуза», де пропрацював з 2011 по 2012 рік.
Згодом до кінця 2010-х встиг попрацювати із низкою команд третього, четвертого та п'ятого дивізіонів першості Італії.
У липні 2020 року очолив тренерський штаб «Пескари», з якою отримав перший досвід роботи на рівні Серії B, який виявився невдалим — тренера було звільнено вже після перших восьми ігор сезону, в яких команда здобула лише дві перемоги.
У грудні того ж 2020 року очолив «Асколі», досвід роботи з яким виявився успішнішим. У першому сезоні команда зуміла зберегти прописку у другому італійському дивізіоні, а наступного року фінішувала на шостому місці. Це дозволило їй стати учасником плей-оф за вихід до Серії A, в якому, утім, «Асколі» виступив невдало.
Однак сезон 2022/23 Андреа Соттіль все ж розпочав у найвищому італійському дивізіоні, прийнявши запрошення очолити команду «Удінезе».

## Титули і досягнення

### Як гравця
- Володар Кубка Італії (2):

«Торіно»: 1992-1993
«Фіорентина»: 1995-1996
- Володар Кубка Інтертото (1):

«Удінезе»: 2000